# Teodor I Neuhoff
Teodor I Neuhoff, Theodor Stephan Freiherr von Neuhoff (ur. 25 sierpnia 1694 w Kolonii, zm. 11 grudnia 1756 w Londynie) – niemiecki wojskowy, dyplomata, agent i awanturnik, król Korsyki od kwietnia do listopada 1736.

## Młodość
Neuhoff urodził się w 1694 w Kolonii jako potomek westfalskiej rodziny szlacheckiej. Pobierał nauki na francuskim dworze, później zaś służył we francuskiej a następnie szwedzkiej armii. W 1718 baron von Görtz, minister króla Szwecji Karola XII, wykorzystując zdolności Neuhoffa do snucia intryg wysłał go z misją agenturalną do Anglii, a następnie Hiszpanii, w celu podjęcia negocjacji z ministrem kardynałem – Giulio Alberonim, w tym czasie udzielającym poparcia stronnictwu jakobitów. Pozostał w Hiszpanii, gdzie otrzymał stopień pułkownika i ożenił się z jedną z królewskich dam dworu. W 1720 powrócił do Francji i związał się z Kompanią Missisipi krótko przed jej załamaniem finansowym. Wówczas też rozpoczął wędrowne życie odwiedzając Portugalię, Niderlandy i Włochy.

## Król Korsyki
Przebywając w Livorno nawiązał kontakty z korsykańskimi powstańcami i emigrantami – Giafferim, Ceccaldim, Aitellim, Orticonim i Costą, których przekonał, że jest w stanie doprowadzić do wyzwolenia ich kraju spod dominacji genueńskiej, o ile obwołają go królem wyspy. Z pomocą beja Tunisu i przy wsparciu militarnym wylądował brytyjskim okrętem w Alérii na Korsyce 13 marca 1736. Miesiąc później, 15 kwietnia w Alesani mieszkańcy wyspy dokonali wyboru i królewskiej proklamacji Neuhoffa oraz przeprowadzili jego koronację, zapoczątkowując w dziejach Korsyki krótki okres monarchii konstytucyjnej. Neuhoff bardzo poważnie podchodził do swoich monarszych obowiązków. Przyjąwszy tytuł króla Teodora I wydawał edykty, ustanowił własny order na wzór zakonu rycerskiego, założył uniwersytet, prowadził wojnę przeciwko Genui początkowo odnosząc pewne sukcesy. Kampania nie przyniosła jednak zwycięstwa. Konflikty wewnętrzne pośród rebeliantów szybko doprowadziły do ich klęski. Genueńczycy wyznaczyli nagrodę za głowę Teodora oraz rozpowszechnili informacje o jego barwnej przeszłości; ostatecznie 11 listopada 1736 udał się on do Solenzary, skąd odpłynął do Livorno, rzekomo w poszukiwaniu zagranicznej pomocy. Wysondowawszy możliwość udzielenia wsparcia ze strony Hiszpanii i Neapolu, wyruszył do Holandii, gdzie w Amsterdamie został aresztowany za długi. Po odzyskaniu wolności wysłał na Korsykę swego krewnego z dostawą broni. Osobiście powracał tam w 1738, 1739 i 1743, gdy zjednoczone siły francusko-genueńskie kontynuowały okupację wyspy. W 1749 w poszukiwaniu wsparcia przybył do Anglii, ostatecznie jednak obciążony długami osadzony został aż do 1755 w londyńskim więzieniu dla dłużników. Odzyskawszy wolność poprzez ogłoszenie upadłości, przekazał swoje królestwo na rzecz wierzycieli. Do swej śmierci w 1756 utrzymywał się dzięki pomocy Horace’a Walpole’a i kilku innych swoich przyjaciół. Pochowano go w londyńskim kościele św. Anny na Soho.

## Inspiracje literackie
Postać króla Teodora I zainspirowała Giovaniego Paisiello do skomponowania opery Il Re Teodoro in Venezia (1784, Wiedeń). Teodor Neuhoff jest również epizodycznym bohaterem powiastki filozoficznej Kandyd Voltaire’a (1759), sztuki teatralnej Johanna Nestroysa Prinz Friedrich von Korsika (1826), wiersza Der Sommerkönig Levina Schückinga (1898) a także powieści historycznych – König Neuhoff (1929) Johannesa Tralowa, Der kartesische Teufel (1989) Petera Marii Beckera oraz Der König von Korsika Michaela Kleeberga (2001).
Niejaki pułkownik Fryderyk (ok. 1725 – 1797), który głosił, że jest synem Teodora, znany jako książę Caprery służył w armii pruskiej za panowania króla Fryderyka II, a następnie działał w Londynie jako agent księcia Wirtembergii. Napisał on sprawozdanie na temat życia swego ojca pt. Memoires pour servir a l'histoire de la Corse oraz sporządził jego tłumaczenie na język angielski, obie prace opublikował w Londynie w 1768. W 1795 wydał rozszerzoną wersję – A Description of Corsica.